# Østrig under nationalsocialismen
Østrig under nationalsocialismen beskriver Østrigs historiske betingelser i perioden 1938 – 1945.

## Indlemmelsen i det tyske rige
Efter Østrigs Anschluss til Det Tredje Rige blev Josef Bürckel den 23. april 1938 udnævnt til rigskommissær for Østrigs genforening med det tyske rige. Som kommissarisk leder af NSDAP fik han ansvaret for reorganiseringen af partiet i Østrig.
Den 1. maj 1939 trådte loven vedrørende opbygning af en forvaltning for Ostmark (som Østrig blev kaldt) i kraft, og Østrigs regering blev opløst, hvormed også rigsstatholder Arthur Seyss-Inquart overgav sine beføjelser til Rigskommissær Bürckel. Gennemførelsen af loven og dermed opløsningen af Østrigs forvaltning og integrationen i Det Tredje Rige var afsluttet den 31. maj 1940. Bürkels opgaver som kommissær for genforeningen var dermed tilendebragt, og efter ham fulgte Baldur von Schirach fra 1940 til 1945 som rigsstatholder og gauleiter for Wien.

### Delstaterne bliver gaue
Hitler undgik navnet "Østrig" og fik erstattet landets navn med "Ostmark", som kom fra det middelalderlige navn Marchia Orientalis. Fra 1942 brugtes navnet Donau- und Alpenreichsgaue. Dermed ønskede Hitler at fjerne enhver hentydning til den historisk selvstændige nation, som "Ostmark" kunne antyde.
Josef Bürckel planlagde allerede ved sin tiltræden som rigskommissær Østrigs genforening med det tyske rige, og at Østrig i stedet for forbundslande skulle deles op i fire gaue. En gau var betegnelsen for forvaltningsregionerne i Tyskland. De regionale nazi-funktionærer i Østrig modsatte sig det, idet de frygtede, at den traditionsbundne østrigske lokalbefolkning ikke ville have forståelse for det, og at det ville skade regimets autoritet.
Med loven om den nye forvaltning i landet i 1939 blev forbundslandene opdelt i Reichsgaue. Østrig blev nu opdelt i fem regionale enheder: Kärnten, Niederdonau, Salzburg, Steiermark og Wien.

### Militær
Den østrigske forbundshær ydede efter befaling fra regeringen ikke modstand, da de tyske tropper marcherede ind i Østrig. Kun i Bregenz mødte tyskerne modstand, idet den lokale kommandant ikke havde modtaget ordren fra Wien.[Kilde? Hvilken type modstand?]. I forbindelse med Østrigs Anschluss døde i alt 25 tyske soldater. Ingen døde som følge af kamphandlinger. De tyske soldater døde alle som følge af uheld - bl.a. trafikuheld. I dele af Østrig var der indtil september 1938 venstrekørsel, hvilket formentlig har bidraget til trafikuheld blandt de tyske soldater. 
Den østrigske forbundshær aflagde den 14. marts 1938 ed på, at soldaterne med deres liv ville forsvare og adlyde Adolf Hitler, det tyske rige og folks fører. Eden blev aflagt af 56.000 soldater og officerer. Kun 126 nægtede at aflægge eden. Det østrigske territorium blev pr. 1. april 1938 opdelt i to værnekredse; værnekreds XVII omfattende det nordlige Østrig og sydlige Tjekkoslovakiet med hovedkvarter i Wien og værnekreds XVIII omfattende det sydlige Østrig og det nordlige Slovenien med hovedkvarter i Salzburg. Den østrigske hær blev lagt ind under hærgruppe 5 og der blev indført en toårig militærtjeneste.

## Situationen i Østrig

### Organisation
Den 1. oktober 1938 indførtes den tyske forvaltningsstruktur i de østrigske områder. Den fjernede den føderalistiske styreform og erstattede den med en central nationalsocialistisk forvaltning af landet. De syv rigsgaue blev styret af rigsstatholdere, der samtidig var lokale NSDAP-gaulietere, og som stod direkte under indenrigsministeren.
Modsat det "gamle tyske rige" blev den nye nationalsocialistiske statsorganisering indført i hele "Ostmark", mens Preussen, Bayern og Sachsen forsat blev ledet af en ministerpræsident, der dog var medlem af NSDAP, men hverken fungerede som gauleiter eller rigsstatholder. I det opløste Østrig blev parti- og statsforvaltning imidlertid fuldstændig sidestillet.

#### Stor-Wien
Den første gauleiter i Wien var Odilo Globocnik fra Kärnten, der dog blev forflyttet som SS- og politileder til Polen fra 1939. Efter Globocnok fulgte rigsstatholder Josef Bürckel, der i 1940 blev afløst af Baldur von Schirach, som sad på posten til krigsslutningen i 1945.
Ved en forordning af 1. juni 1938 blev Wien opdelt i ni (senere ti) kredse. Kredsene blev underopdelt i 436 Ortsgruppen med i alt 2.470 Zellen og 14.254 Blocks. Det nederste niveau i nazi-hierarkiet ar "Block-helfer", som var underlagt "Blockwarten", ansvarlig for 30 til 40 indbyggere.
97 kommuner omkring Wien blev optaget i byen, der nu var en egen rigsgau. Med 1.224 m² blev Stor-Wien dermed den arealmæssigt største by i det tyske rige.
Reinhard Heydrich, der var chef for sikkerhedstjenesten, havde allerede kort tid efter "Anschluss" beslagtlagt Hotel Metropol på Frans-Josefs-Kai og indrettet det til Gestapo-hovedkvarter. Med cirka 900 medarbejdere var det Gestapos største tjenestested i hele det tyske rige.

#### Kärnten
I delstaten Kärnten var magtovertagelsen gennemført allerede den 12. marts 1938. Partiorganisationen var meget stærk i Kärnten. Således udgjorde Kärntens befolkning kun 6 % af Østrigs befolkning, men kunne mønstre 15,4 % af landets NSDAP-medlemmer.
Østtyrol blev lagt til Gau Kärnten, og i 1941 kom Mießtal og OberKrain til.
Efter erobringen af Jugoslavien i 1941 var der planer om at forflytte de ca. 20-50.000 slovensktalende kärntnere til Lublin i det østlige Polen. På grund af krigen, protester og en forøget modstandsaktivitet, blev planen kun delvist gennemført. Således blev der i april 1942 fordrevet 1.075 kärntner-slovenere. Denne antislovenske politik førte til en forstærket modstandsbevægelse. I april 1941 dannedes die Befreiungsfront/Osvobodilna Fronta. For at bekæmpe modstandsbevægelsens partisaner blev der i 1944/45 udstationeret 7-10.000 mand i Sydkärnten. I alt faldt omkring 500 partisaner i kamp under krigen. Dette var den eneste kontinuerlige, organiserede og bevæbnede modstand mod nazi-diktaturet i Østrig og et vigtigt bidrag til Østrigs befrielse ifølge Moskvadeklarationen fra 1943.
Omkring 2.400 kärntnere blev ofre for nazisternes forfølgelser: Handicappede, jøder, modstandskæmpere og romaer. Ved Loibl-passet til Slovenien og i Lendorf ved Klagenfurt fandtes underlejre af koncentrationslejren Mauthausen-Gusen. Omkring 62.000 krigsfanger og civile måtte udføre tvangsarbejde i Kärnten.
Specielt Klagenfurt og trafikknudepunktet Villach var fra 1944 mål for allierede luftangreb. Villach var efter Wiener Neustadt den mest ødelagte by i Østrig. De allierede tropper nåede først frem til Kärnten efter våbenstilstanden, så Kärnten undgik store kampe.
Allerede den 5. maj 1945 overtog repræsentanter for de demokratiske partier forvaltningen fra nazisterne. Den 8. maj ankom britiske tropper til Klagenfurt, og få timer senere kom også jugoslaviske tropper, der ville gennemføre en indlemmelse af Kärnten i Jugoslavien. Efter pres fra de britiske og sovjetiske ansvarlige måtte jugoslaverne trække sig ud af Kärnten i maj.

#### Niederösterreich – Niederdonau
Mens kommunerne rundt om Wien blev lagt ind under Stor-Wien, kom den nordlige halvdel af Burgenland under rigsgau Niederdonau, som blev stillet under gauleiter Hugo Jury. Forvaltningssædet blev i Wien, mens Krems an der Donau blev ophøjet til "Gauhovedstad". På grund af Münchenaftalen kom de tysk besatte sydmähriske områder med byerne Znaim og Nikolsburg (Mikulov) i efteråret 1938 under Gau Niederdonau.
Omkring kommunen Döllersheim, Hitlers faders fødeegn, og 40 nabokommuner blev fra 1941 anlagt et Heeresgutsbezirk – det største militære øvelsesterræn i det tyske rige. Befolkningen blev fordrevet og genhuset. I løbet af krigen tjente området til samlingssted for kamptropper, der skulle til østfronten, og der blev anlagt et lager til krigsbytte og en krigsfangelejr.
Langs Thermenlinie, der markerer grænsen syd for Wien mellem Wienerwald og Wienerbækkenet, placeredes flere for krigen vigtige sværindustrier (flyfabrik etc.) på grund af den strategisk gode beliggenhed og en lejr for tvangsarbejdere.

#### Oberösterreich – Oberdonau
Den 14. marts 1938 overtog August Eigruber hvervet som delstatsformand for Oberösterreich. Han var tidligere Oberöstereichs gauleiter for det forbudte NSDAP. Den 12. april 1940 blev han taget i ed som rigsstatholder for rigsgau Oberdonau. Den første stedfortrædende gauleiter var fra 18. marts 1938 Rudolf Lengauer. To måneder senere blev han afløst af Hans Eisenkolb, der to år senere den 7. maj 1940 blev afløst af Christian Opdenhoff. Under Dachauerprocessen efter krigen blev Eigruber idømt dødsstraf for sit ansvar for forbrydelserne i KZ Mauthausen. Han blev henrettet den 28. maj 1947.
Med Oberdonau fik området fra den 1. november 1938 en ny organisering i to bykredse (Linz og Steyr) og 13 forvaltningskredse.
Linz – "Førerens fadderskabsby"
Adolf Hitler gik fra 1900 til 1903 på realskolen i Linz, mens familien boede i Leonding ved Linz. Efter skoleafslutningen boede han fra 1905 i flere år hos sin mor i byen (hans far Alois døde i 1903). I denne tid begyndte han at udarbejde skitser af bygninger og forslag til forskellige bygningsværker og sågar at tegne på en ændring af byen.
Efter Hitlers magtovertagelse indtog byen – som han betegnede som "førerens fadderskabsby" (Patenstadt des Führers) – en særlig stilling. Byen skulle efter krigen ikke bare være stedet, hvor han ville trække sig tilbage. Den skulle laves grundlæggende om. Han planlagde at udbygge den til et Donau-metropol, som langt skulle overgå Wien og Budapest. Der skulle etableres en række pragtbyggerier, en pragtgade og verdens største kunst- og malerigalleri. Samlingen skulle indhentes fra museer og samlinger fra hele det tyske rige samt af krigsbytte fra de erobrede lande og under inddragelse fra fornemme jødiske samlinger. Selv om Hitler havde planer og modeller over byen helt til krigens slutning i førerbunkeren, blev hverken museum eller pragtgade realiseret. Under krigen lå hovedparten af investeringerne inden for rustningsindustrien.
Ud over de repræsentative byggerier skulle Linz også udbygges til et centrum for sværindustri. Allerede den 4. maj 1938 fulgte grundlæggelsen af Reichswerke AG für Erzbergbau und Eisenhütten Hermann Göring til fremstilling af jern og stål. Det første spadestik tog Hermann Göring selv den 13. maj.
Endnu i dag vidner Nibelungenbrücke i Linz om Hitlers planer. Han befalede bygningen af broen den 13. maj 1938.

#### Salzburg
Den i Salzburg traditionelt fast rodfæstede romerskkatolske kirke måtte trods modstand og dialog med de nye magthavere afgive sin magt. De katolske skoler blev forbudt som i hele Østrig, og dele af kirkens ejendomme blev beslaglagt.
Kulturelt skulle Salzburg befries for sit klerikale og jødiske præg. Det medførte blandt andet den eneste bogafbrænding i Østrig den 30. april 1938. Det jødiske samfund havde i 1938 i Salzburg omkring 200 medlemmer. Mange af dem flygtede efter Anschluss eller flyttede til Wien. Under krystalnatten blev synagogen ødelagt, og jødisk ejede forretninger blev ødelagt eller eksproprieret. Alle mandlige jøder blev arresteret. Gauleiter Friedrich Rainer kundgjorde senere, at Salzburg var "jødefri". Festspillene i Salzburg blev videreført under nazi-magthaverne. Kun i 1944 aflyste Joseph Goebbels dem som alle andre festspil i det tyske rige på grund af forsøget på statsstrejke den 20. juli 1944. På grund af manglen på betydende kunstnere, der enten var tvunget i eksil eller nægtede at medvirke, mistede festspillene sin betydning i krigsårene.
Den 21. marts 1938 tog Hitler ved Walserberg ved den tysk-østrigske grænse det første spadestik til videreudbygningen af en Reichsautobahn fra Salzburg via Linz til Wien (i dag den østrigske Westautobahn A1).
Under de allierede bombeangreb i 1944 og 1945 blev særligt byen Salzburg samt byerne Grödig, Hallein, Bischofshofen und Schwarzach im Pongau truffet. Byen Salzburg blev uden kamp indtaget af de amerikanske tropper den 4. maj 1945.

#### Steiermark
I Steiermark blev der allerede inden Anschluss den 12. marts 1938 gennemført en række store demonstrationer af tilhængere fra NSDAP. De krævede et magtskifte og Anschluss til Tyskland. Særligt i Graz blev der gennemført demonstrationer. Flere endte voldeligt.
Efter Østrigs optagelse i det tyske rige blev de steiriske råstof- og industriområder hurtigt taget med i det tyske riges fireårsplan. Af særlig betydning var forekomsterne af malm og produktionsanlæggene. Krigsfanger og tvangsarbejdere arbejdede der, og i 1944 var der mere end 6.000 fanger i jernminerne på Erzberg.
Særligt Graz og industriområderne blev ramt af de allieredes bombeangreb i 1944.
Graz – "Folkeopstandens by"
Allerede den 24. februar 1934, dvs. før Anschluss, hvor NSDAP endnu var forbudt, lykkedes det nazitilhængere i Graz i forståelse med borgmesteren at hejse hagekorsflaget. Det gav byen navnet "nationalsocialismens højborg". Også studerende fra Graz's højere læreanstalter deltog i optogene og var i stort tal medlem af SA og SS. De hilste sammenslutningen med Tyskland velkommen og foreslog at kalde universitetet "Adolf-Hitler-Universität".
Umiddelbart efter nationalsocialisternes magtovertagelse blev repræsentanter for andre partier arresteret. Ligeledes blev omkring 2.400 grazer, som ifølge Nürnberglovene regnedes som jøder, forfulgt, deres ejendele blev stjålet og de blev tvunget til emigration eller deporteret til Wien. Zeremonienhalle og synagoge blev ødelagt i november 1938. I marts 1940 blev Steiermark betegnet som "jøde-rent". I anledning af en fejring den 25. juli 1938 gav Hitler byen navnet "Folkeopstandens by". Det var efter de steiriske nationalsocialister under mottoet "Og I sejrede jo" (Und ihr habt doch gesiegt) med tanke på kupmagerne under julikuppet i 1934 (der førte til Engelbert Dollfuß' død)

#### Tyrol-Vorarlberg
Den nordlige del af Tyrol samt Vorarlberg blev i april 1938 lagt sammen i rigsgau Tirol-Vorarlberg. Franz Hofer fra Innsbruck blev gauleiter. Hovedkvarteret lå i Innsbruck og var underlagt München (og ikke fra Wien).
Nazi-ideologien vandt ikke megen genklang i befolkningen i dette område inden 1938, selv om der til dels var en rodfæstet klerikal antisemitisme. Efter Anschluss stod nationalsocialismen til dels i modsætning til den tyrolske selvforståelse og patriotisme. At Østtyrol blev lagt sammen med Gau Kärnten skuffede tyrolerne, som havde håbet på enighed om Sydtyrol mellem de nye magthavere.
Vorarlbergerne og tyrolernes forhold til NSDAP ændrede sig i løbet af årene. I 1942 var Tirol-Vorarlberg med 70.348 partimedlemmer den østrigske gau, der havde flest NSDAP-medlemmer i forhold til befolkningstallet.

### Økonomi
Østrigs økonomis inddragelse i det tyske riges fireårsplan skete umiddelbart ved Anschluss den 12. marts 1938. Allerede den 17. marts blev den østrigske nationalbanks guld- og pengereserver på mere end 2,7 mia. Schilling overdraget til den tyske rigsbank. De østrigske guldreserver var tre gange så store som de tyske. Som led i en valutareform blev den østrigske schilling ombyttet med en vekselkurs på 1,5 Schilling til 1 Reichsmark. Storindustriens virksomheder overgik næsten alle til tysk ejendom. Direktører for de store virksomheder, banker, forsikringsselskaber og andre vigtige selskaber blev efterhånden erstattet med regime-tro folk.
For mange østrigere betød genopretningen af økonomien først og fremmest en forbedring i forhold til den tidligere håbløse situation. Først og fremmest inden for industrien og i landbruget opstod der nye arbejdspladser. Store projekter som "Hermann Göring Werke" ved Linz, skibsværfet i Linz, kraftværket i Kaprun og bygningen af motorveje betød beskæftigelse til mange arbejdsløse. Indenfor et år efter Anschluss var arbejdsløsheden stort set udryddet.

### Fremmed arbejdskraft og tvangsarbejde
I vinteren 1939/40 mærkedes de første tegn på mangel på arbejdskraft. Der blev derfor indhentet arbejdskraft fra Polen, Tjekkiet samt gennem mellemstatslige kontrakter også fra Slovakiet, Italien og Jugoslavien, som primært blev beskæftiget indenfor landbruget.
Efter besættelsen af Polen blev krigsfanger brugt til tvangsarbejde. En opgørelse fra 31. marts 1941 viser, at der i værnekredsene XVII og XVIII i Østrig var 96.999 krigsfanger beskæftiget som tvangsarbejdere med at bygge industrianlæg og udføre arbejde indenfor land- og skovbrug. Mænd og kvinder fra 15 år og opefter blev vilkårligt pågrebet i de besatte områder og sendt på tvangsarbejde.
Livs- og arbejdsbetingelserne for de udenlandske arbejdere og krigsfanger var i tråd med den nationalsocialistiske raceideologi stærkt afhængig af deres herkomst. "Vestarbejdere" som franskmænd, italienere, belgiere og hollændere fik en bedre behandling end dem fra Ungarn og Sydøsteuropa. Arbejderne fra Polen, Böhmen og Mähren samt Sovjetunionen stod nederst i hierarkiet. De fik de mindste madrationer, de dårligste indkvarteringer og blev fuldstændig afskærmet for kontakt med den lokale befolkning.

### Ekspropriationer
Straks efter den 12. marts 1938 satte en stor bølge af "arisering" ind. Jødiske forretninger blev plyndret, og deres virksomheder og boliger blev eksproprieret med tyndbenede begrundelser, eller de blev simpelthen overtaget, efter de jødiske ejere var flygtet. Overgrebene blev så massive, at rigsregeringen måtte understrege, at ekspropriationer skulle ske i overensstemmelse med lovene. For ofrene gjorde det dog ingen forskel.
Som led i "ariseringen" blev der indtil 10. august 1938 beslaglagt omkring 1.700 biler og indtil maj 1939 omkring 44.000 boliger. Alt flytbart fra indbo til kunstgenstande blev solgt til offentligheden eller bortauktioneret. Særlig værdifulde genstande som kunst blev for det meste overgivet til museer og universiteter, men ikke sjældent til privatpersoner med nære forbindelser til naziregimet.
De, der havde råd, flygtede til lande, der var parat til at tage imod jøder og politisk forfulgte. Det nationalsocialistiske regime tjente på denne flugt, da emigranterne skulle betale afgifter og 25 % i skat af den selvangivne formue. Andre formuer "ariserede" regimet.
Landets økonomiske struktur blev grundlæggende omformet. I 1938 var der i Østrig fx 157 apoteker, der blev ledet af jøder. I februar 1939 var der kun tre tilbage; alle andre var blevet "ariseret". Til 1940 blev 18.800 af de 25.400 jødisk ejede selskaber og forretninger udslettet. Banker ikke medregnet. Af de 100 privatbanker, der var i jødisk eje, blev otte "ariseret" og resten overtaget af kommissariske forvaltere, lukket eller opløst. Formuerne tilflød direkte regimet eller selskaber, der stod det nært.

### Forfølgelse

#### Politiske modstandere, intellektuelle og kunstnere
Forfølgelsen af politiske modstandere satte som med jøderne ind lige efter Anschluss. Inden for få uger blev omkring 60.000 arresteret og blev deporteret især til Dachau. Politiet, der nu hørte under Heinrich Himmler, var uden modstand lagt under det tyske politiapparat, og således fik myndighederne adgang til hele det austrofascistiske regimes materiale. På denne baggrund var det en let sag for de nye magthavere at sætte den politiske opposition af kommunister og socialdemokrater ud af spillet. Til dels blev kristdemokrater og monarkister mål for forfølgelse. Særligt repræsentanter for det austrofacsistiske regime blev arresteret, herunder også kansler Kurt Schuschnigg.
Kunstnere og videnskabsmænd blev forfulgt af det nationalsocialistiske regime eller fik mulighederne for at arbejde stærkt indskrænket, hvis deres holdninger ikke stemte overens med med nazi-ideologien. Ved bogafbrændingerne i Tyskland i 1933 blev også flere østrigske forfattere berørt som Franz Werfel, Sigmund Freud, Egon Erwin Kisch, Arthur Schnitzler og Stefan Zweig. Efter Anschluss blev politisk og ideologisk uønskede skabende kunstnere og intellektuelle deporteret i stort tal.
Viktor Frankl overlevede mere end to års fangenskab i flere koncentrationslejre, før han blev befriet af amerikanske tropper. Hans far døde i Theresienstadt, hans mor i Auschwitz og hans kone i Bergen-Belsen. Under indtryk af begivenhederne skrev han bogen "… trotzdem Ja zum Leben sagen (Ein Psychologe erlebt das Konzentrationslager)", hvor han kom frem til, at trods de oplevede grusomheder og umenneskeligheden i lejrene, så var forsoning og ikke gengæld den eneste målrettede form for bearbejdelse.

#### Jøder, romaer, sinti og jenische
Antisemitisme var kendt i Østrig længe før Anschluss. Hitler fik inspiration til den nationalsocialistiske lære, da han i 1909 som 20-årig flyttede til Wien. I mellemkrigstiden kom der ytringer mod jøder og jødedommen fra repræsentanter for politiske partier og den katolske kirke. I 1925 advarede biskop Sigismund Waitz mod "jødedommen stigende magt" og også det kristensociale parti brugte i valgkampen antisemitiske klicheer.
I 1938 boede omkring 200.000 i Østrig, der ifølge Nürnberglovene var hel-, halv-, kvart- eller ottendedelsjøder, og mange var flygtet forinden. Omkring 180.000 boede i Wien. I månederne efter Anschluss måtte de, der boede på landet, flytte til Wien. Forfølgelserne medførte mange selvmord.
Under krystalnatten kom det i Wien, Klagenfurt, Linz, Graz, Salzburg, Innsbruck og flere andre byer til voldsomme overgreb på jøder og synagoger. I alt blev 27 dræbt. Cirka 6.500 jøder blev arresteret, og halvdelen blev deporteret til koncentrationslejre, primært Dachau.
Et år efter Anschluss boede der i Wien endnu ca. 91.000 såkaldte heljøder og 22.000 "Mischlinge" (blandede racer). Fra 1940 blev de tilbageblevne jøder i stort tal deporteret til Theresienstadt eller ghetto i det besatte Polen. Holocaust kostede omkring 65.000 østrigske jøder livet.
Romaer var efter den nationalsocialistiske raceideologi som jøderne en uønsket folkegruppe. Adolf Eichmann fastslog i 1939, at "sigøjnerspørgsmålet" skulle løses samtidig med "jødespørgsmålet". Romaer, Sintier og Jenischefolket blev forfulgt, arresteret og mange også tvangssteriliseret. I Lackenbach i Burgenland oprettedes en særlig zigeuner-lejr, hvor de internerede skulle lave tvangsarbejde. Den 16. december 1942 underskrev Heinrich Himmler befalingen om, at alle romaer skulle deporteres til udryddelseslejren Auschwitz-Birkenau. Transporterne fra Lackenbach begyndte fra 1943. Af de omkring 11.000 registrerede medlemmer af disse folkeslag blev omkring 8.000 myrdet.

#### Bibelforskere, præster, homoseksuelle, handicappede og andre forfulgte grupper
Jehovas Vidner, kvækere og andre religiøse grupper sammenfattet i betegnelsen "bibelforskere" blev forfulgt, og deres tilhængere blev deporteret til koncentrationslejre. Mange blev dømt som militærnægtere og flere hundrede børn blev taget fra dem, da de mistede forældrerettigheden.
Tilhængere af de store religioner (katolsk og evangelisk) blev i vid udstrækning ladt i fred under nationalsocialismen. Det var de præster, der talte imod regimet, der var i fare. Mellem 1938 og 1945 blev i alt 724 østrigske præster arresteret, og af disse døde 20 i koncentrationslejre og 15 blev blev dømt til døden og henrettet. Mere end 300 præster var landforvist, og over 1.500 præster havde prædike- og undervisningsforbud.
Den katolske kirke fik særligt indskrænket muligheden for arbejdet med børn og unge. Kirkelige skoler blev lukket og ungdomssjælesorg blev forbudt. Også en række klostre blev ophævet og deres besiddelser blev beslaglagt. 188 andre klostre blev ophævet, over 1.400 katolske privatskoler, hjem og uddannelsesinstitutioner blev lukket, og kirkeformuerne blev beslaglagt. Over 6.000 kirkelige foreninger blev forbudt. De katolske og kirkelige aviser blev forbudt.
Homoseksuelle blev betragtes som "asociale" af nationalsocialisterne, hvorfor de også blev forfulgt og blev deporteret til koncentrationslejre, hvor de måtte bære den lyserøde trekant. I modsætning til det gamle Tyskland, hvor homoseksualitet mellem mænd var forbudt og blev forfulgt, så var homoseksualitet mellem kvinder forbudt i Østrig før 1938. Denne bestemmelse blev opretholdt efter Anschluss, og derfor blev lesbiske også arresteret i det østrigske område.
Fysisk og psykisk handicappede blev heller ikke anset som "det rene, ariske, germanske herrefolk" af den nationalsocialistiske ideologi. De blev for regimet og skulle udryddes. I programmet Aktion T4 betegnede nazisterne med en eufemisme henrettelserne af psykisk og fysisk svage gennem medicinforsøg og på dødsanstalter for "Eutanasi (medlidenhedsdrab)". Den første dødsanstalt med dette program blev oprettet på Schloss Hartheim i Oberösterreich, hvor omkring 30.000 blev henrettet i gaskammer.

### Koncentrationslejre og udryddelseslejre
Den største koncentrationslejr (KZ) i Østrig var Mauthausen-Gusen med dens 49 underlejre. Den blev grundlagt i august 1938, et halvt år efter Anschluss. Den blev af SS først anlagt som en underlejr til KZ Dachau, men i marts 1939 blev den en selvstændig lejr.
Den 5. februar 1945 forsøgte 500 fanger (hovedsagelig russiske officerer) at flygte fra Mauthausen. Mange døde under flugtforsøget i vagternes kugleregn. Det lykkedes ca. 300 at nå de omkringliggende skove. Derpå fulgte en tre uger lang eftersøgning, der af SS blev kaldt Mühlviertler Hasenjagd (harejagten i Mühlviertl). Der er kun kendskab til 11 officerer, der overlevede til krigsafslutningen tre måneder senere.
Under krigen blev omkring 200.000 af mere end 30 forskellige nationaliteter bragt til Mauthausen og dens underlejre. Omkring 100.000 blev myrdet eller døde som følge af arbejdsindsatsen.
Ud over Mauthausen fandtes også romalejren Lackenbach, der var opsamlingslejr inden romaerne blev sendt til lejre i Polen eller dødsanstalten Schloss Hartheim (se forrige afsnit).

### Østrigere som forbrydere i nazismen
Adolf Hitler var født i Braunau am Inn og opvokset i forskellige byer i Oberösterreich. Selv om han havde opgivet sit østrigske statsborgerskab i 1925, opfattede han Østrig som sin hjemstavn; dog ikke som en stat, men en del af det tyske rige.
I hvilken grad den østrigske befolkning blev tvunget til at tilslutte sig den racistiske nazi-ideologi, eller om den gjorde det frivilligt, er i dag genstand for megen diskussion og forskning. Mens den amerikanske sociolog og politilog David Jonah Goldhagen betegnede det tyske riges befolkning som "Hitlers villige fuldbyrdere", lagde Ella Lingens fra Wien, der var aktiv i modstanden, stor vægt på at fastslå, at både passiv og aktiv modstand var meget udbredt. Oppositionen mod det herskende regime var imidlertid besværet af deres effektive forvaltnings- og overvågningsstruktur og den brutale sanktionering mod blot den mindste afvigelse fra partilinjen. Blot en kritisk bemærkning om fødevareforsyningen kunne føre til deportation til koncentrationslejr og til døden. Borgere, der hørte sådanne udsagn, risikerede deres liv, hvis de ikke anmeldte dem.
Hos flertallet af den tyske befolkning var antisemitisme, racisme og fordomme og de traditionelle fjendebilleder vidt udbredt. Nazi-propagandaen virkede dermed forstærkende og radikaliserende, da der i forvejen var et grundlag at bygge på. Hertil kom den økonomiske interesse som udsigten til at overtage boliger, forretninger og virksomheder fra de af myndighederne udpegede "folkefjender". Angiveri af "folkeskadelige" personer, der fx hjalp andre til flugt, var ofte ikke ideologisk motiveret, men tæt forbundet med udsigten til personlig berigelse. Østrigerne udgjorde et overgennemsnitligt antal i SS og vagtmandskabet i koncentrationslejrene. Med 8 % af befolkningen i det tyske rige var 14 % af SS-medlemmerne af østrigsk herkomst. 40 % af de ansatte i dødslejrene og 70 % af Eichmanns stab kom fra Østrig.
Blandt 75 ledende KZ-kommandanter var der otte østrigere. En række lejre, først og fremmest i Polen, havde udelukkende østrigske kommandanter. Koncentrationslejrene Treblinka], Sobibor, Theresienstadt og Plaszow havde østrigsk ledelse.
En række østrigere blev dømt for forbrydelser inden for Gestapo:
- Karl Josef Silberbauer, der blandt andet ledede arrestationen af Anne Frank
- Wolfgang Abel stod for tvangssterilisation og leder af afdelingen for racepleje på den tyske højskole for politik.
- Odilo Globocnik, fra 1939 politi- og SS-leder i Polen og hovedansvarlig for mordet på 2 mio. jøder under Aktion Reinhardt
- Ernst Kaltenbrunner, fra 1938 SS-gruppenführer for hele det østrigske område og fra 1943 efterfølger for Reinhard Heydrich som chef for sikkerhedstjenesten.

### Modstand
De socialdemokratiske og kommunistiske partier blev allerede forbudt i 1934 og mange blev arresteret under austrofascismen. Socialdemokraterne og kommunisterne havde dog endnu intakte organisationer. Efter Anschluss og den første arrestationsbølge opløstes den centrale struktur og blev afløst af mindre lokale grupper, som sjældent havde kontakt med hinanden for at besværliggøre forfølgelsen.
Den romerskkatolske kirkes førende position, som også personligt var tæt forbundet med det austrofascistiske regime, måtte efter Anschluss konkludere, at det ikke var muligt at opnå samarbejde med de nationalsocialistiske magthavere. Kirkens områder blev indskrænket på mange områder: kirkelige skoler blev opløst, og religionsundervisningen blev til valgfrit fag, hvor drengene i stedet skulle deltage i Hitlerjugend, finansieringen kom ikke mere fra staten, men fra almisser fra menigheden, borgerlige vielser blev obligatoriske og der blev indført skilsmisse via myndigheder. Den 7. oktober 1938 opfordrede Kardinal Innitzer til andagt til rosenkransfesten i Stephansdom i Wien. Omkring 7.000 primært unge katolikker fulgte opfordringen og besvarede Innitzers prædiken med: "Kun er er vores fører: Jesus Kristus". Efter andagten samledes mange af deltagerne sig i ærkebispens nærliggende palæ og råbte: "Vi vil se vores biskop". Nationalsocialisterne opfattede dette som en klar stillingtagen for kirkens magt. De besvarede den uventet indtrængende protest med talrige arrestationer, og lokale Hitler-jugend stormede dagen efter palæet og satte det i brand. Gauleiter Josef Bürkel holdt få dage efter en tale foran titusinder nazitilhængere på Heldenplatz i Wien, hvor han talte mod de politiserende troende.
Kirkerne undgik derfor helst at komme i konfrontation med magthaverne. Der blev ikke udtalt en offentlig protest mod deportationen af den jødiske befolkning, mens biskopperne talte klart mod drabene på de fysisk og psykisk svage mennesker. Kristne medmennesker og enkelte præster støttede hemmeligt de forfulgte, som blev gemt i kirkebygninger, eller de deltog i modstandsbevægelsen. Flere af dem blev myrdet af nazisterne på grund af deres hjælp til flygtninge.
Modstanden fra socialdemokrater og kommunister satte først for alvor ind fra 1940/41, på grund af den svækkede organisation efter austrofascismen. Det skete bl.a. ved, at jernbane- og industriarbejdere lavede sabotageaktioner.
Den 20. juli 1944 mislykkedes attentatet på Hitler forøvet af tyske værnemagtsofficerer og statsansatte. Heri deltog også østrigske officerer som Robert Bernardis fra Innsbruck, der ved domstolen den 8. august blev dømt til døden og henrettet, samt Carl Szokoll fra Wien, der ikke blev opdaget.
Senere dannede forskellige lokale modstandsgrupper den "Provisoriske Østrigske Nationalkomité". Den mest kendte af grupperne var den der optrådte med cifrene "O5" (O'et og det 5. bogstav i alfabetet stod for forkortelsen for Østrig: OE). Journalisten Fritz Molden, der fra sit eksil i Schweiz fungerede som kontaktmand til de allierede, var medlem af gruppen sammen med den senere forbundspræsident Adolf Schärf (1957-1965). Gruppe O5 forsøgte gennem samarbejde med officerer – herunder major Carl Szokoll – også at forhindre et slag om Wien i krigens sidste dage ved at fremme kapitulationen og forhindre ødelæggelsen af byen. Det lykkedes for gruppen at skabe kontakt til den sovjetiske hær, men operationen blev forrådt, og tre af Szokolls medarbejdere blev hængt i en lygtepæl i Floridsdorf i Wien.
Partisangrupper, som først og fremmest var aktive fra 1944, fandtes i Steiermark og Kärnten. De foretog små overfald på SS og feltgendarmeriet. I maj 1944 førte en partisanenhed fra Loeben et slag mod en 500 mand stor hærenhed. Derudover organiserede og understøttede de østrigske partisaner udenlandske tvangsarbejderes flugt. De var i delvis kontakt med de jugoslaviske partisaner, på hvis side en "østrigsk frihedsbataljon" kæmpede mod de tyske besættere fra november 1944.
Også private, der hverken tilhørte en organisation eller en gruppe, deltog enkeltvis i modstanden, da de hjalp jøder og andre forfulgte. Flere som Gottfried von Einem, Ella Lingens og Hermann Langbein blev efter krigen æret med det israelske mindesmærke Jad waSchem for "retfærdighed blandt folket".
I Østrig blev omkring 2.700 modstandere stillet for domstolene og dømt og henrettet. Omkring 10.000 blev myrdet i Gestapos fængsler.

## Krigen
Mange af hærens officerer i Det Tredje Rige stammede fra det tidligere Østrig, heraf alene 240 generaler. Også i Gestapo og politiet arbejdede mange østrigere; i de besatte områder i Sydeuropa havde de praktisk taget alle højere poster. Totalt gjorde omkring 1,25 mio. østrigere tjeneste i hæren og SS; 247.000 af dem faldt i tjenesten eller er savnet..
For befolkningen blev krigens konsekvenser hurtig mærkbare. For at hindre sultkatastrofer, som man kendte fra 1. verdenskrig, blev der straks efter krigens begyndelse den 1. september 1939 udstedt rationeringskort på fødevarer. Basisforsyningen var sikret, men varerne var rationeret og mange fødevarer og forbrugsvarer var næsten ikke til at få. Hos befolkningen var der store forhåbninger til at krigen var hurtigt overstået efter succesen i Polen og besættelsen af Holland, Luxemburg, Belgien og Frankrig.
Krigen i Jugoslavien (Balkankrigen 1940-1941) og dens forsinkelse på angrebsplanerne mod Sovjetunionen (Ruslandsfelttoget 1941-1945) førte i almindelighed til en voksende skepsis og omtanke. Slutningen på Hitlers held ved Moskva og Slaget om Stalingrad var det afgørende vendepunkt i krigen og også i befolkningens anskuelse af krigen. Dødsannoncerne i naziavisen Völkische Beobachter, hvor mødrene i "stolt sorg" berettede om deres døde mænd eller sønner, blev flere og flere, og soldater på orlov fortalte om de grusomheder, de oplevede. Også forsyningssituationen blev i stigende grad problematisk. Fødevarer, brændsel og klædestoffer var sværere at få fat på. Kvinder blev endvidere tvunget til arbejdstjeneste.
Efter at de vest-allierede fra 1943 erobrede Italien fra syd og med landsætningen i Normandiet den 6. juni 1944 kom krigshandlingerne nærmere på Østrig.
Den 1. november 1943 blev Moskvadeklarationen besluttet af udenrigsministrene fra Sovjetunionen, England og USA. Heri erklærede de, at Tysklands besættelse af Østrig var ugyldig.

### Luftangreb på Østrig
Kort tid inden det tyske rige og Italiens besættelse af Jugoslavien udførte Jugoslaviens luftvåben den 6. april 1941 de første luftangreb på østrigsk territorium i 2. verdenskrig.
Den 13. august 1943 nåede 31 amerikanske B-24 bombemaskiner med støttepunkt i Bizerte i Tunesien første gang Østrig. Målet for angrebet var Messerschmitt-werke i Wiener Neustadt. Det officielle dødstal var 185. Wiener Neustadt var ved krigsafslutningen en af de mest ødelagte byer i Østrig; de 29 luftangreb, hvor der faldt omkring 55.000 bomber, ødelagde 88 % af alle bygninger i byen og krævede 790 dødsofre.
I februar 1944 begyndte de massive britiske og amerikanse luftangreb på mål i Østrig. Den 17. marts fulgte det første bombardement på Stor-Wien, hvor målene var raffinaderiet og omladningssteder i Lobau. De først angreb på selve byen fulgte i juli. 60 sovjetiske bombefly nåede første gang Wien den 22. februar 1945. Det hårdeste angreb med så mange dødsofre, at nazi-avisen Völkische Beobachter, der normalt gengav dødstal ikke gjorde det denne gang, fulgte den 12. marts 1945 ved USAAF – på syvårsdagen for Anschluss. De i alt 53 bombetogter over byen kostede 8.759 mennesker livet, 6.214 bygninger blev helt ødelagt, 12.929 blev stærkt beskadiget og 27.719 blev lettere beskadiget.
Andre mål var fra efteråret 1944 Graz (56 angreb, 1.980 døde), Klagenfurt (48 angreb, 477 døde), Villach (37 angreb, 266 døde), Innsbruck (22 angreb, 504 døde) og industriregionen i Steiermark samt de steder med tyske rustningsfabrikker. I alt kostede de allieredes luftangreb næsten 24.300 dødsofre blandt Østrigs civilbefolkning; inklusiv soldater, flygtninge, krigsfanger og tvangsarbejdere døde omkring 35.000 mennesker og omkring 57.000 blev såret..

### Kampen om Wien
I marts 1945 trængte Den Røde Hær i Ungarn frem til området mellem Plattensee og Donau. Siden 1944 havde tyskerne bygget på et østligt forsvarsanlæg, der dog ikke var færdigt. For at forsvare de østlige stillinger indsattes Volkssturm med alle hidtil ikke kæmpende våbenføre mænd mellem 15 og 60 år. Dårligt udrustet og ikke militært uddannet kunne forsvarerne ikke holde stand mod den fremrykkende sovjetiske armé i de ufærdige stillinger. Den 29. marts overskred de sovjetiske tropper grænsen og nåede Wien den 6. april.
Hitler havde erklæret Wien som "forsvarsområde". Kampen skulle føres til den bitre ende med alle midler uden hensyn til tab af bygninger og menneskeliv. Inden infrastrukturindretninger kunne falde i hænderne på fjenden, skulle de ødelægges. Den 13. april var kampene om Wien afsluttet. De havde kostet 19.000 tyske og 18.000 sovjetiske soldater livet.
De sovjetiske tropper fortsatte nord for Wien til Thaya-floden, mod vest til Traisen-floden og mod syd til Semmering. I de øvrige vestlige områder af Niederösterreich udøvede de tilbageblevne SS-enheder og enkelte hærforbund i de sidste krigsuger en massakre på fangerne i fængslet Stein i Krems an der Donau og mod grupper af tvangsarbejdere. Unge soldater, som lige var taget ind Volksstum, men som ikke ville deltage i de udsigtsløse kampe, blev skudt eller hængt.

### De vestallieredes fremmarch
Den 28. marts 1945 betrådte amerikanske soldater som de første vestallierede østrigsk jord. Stabene var forberedt på en henholdende modstand fra nazisternes alpebefæstning, selv om de tyske planer for et sammenhængene forsvar kun var delvist realiseret. Den 29. marts overskred franske soldater grænsen i Vorarlberg. Marokkanske enheder fra fremmedlegionen fulgte dagen efter. Franskmændene rykkede frem til Arlberg stort set uden at møde modstand. De tyske hærforbund var præget af desertering med opløsning til følge, ligesom befolkningens anstrengelser for at forhindre kamphandlinger var et vigtigt bidrag.
De amerikanske tropper trængte ind i Tyrol og blev i Ötztal mødt af en partisangruppe, der netop havde fået området under kontrol. Også i Innsbruck var det lykkedes modstandskæmpere at tage kommandanten for divisionsgruppe Innsbruck-Nord til fange. Over byens radio forkyndte de det nationalsocialistiske herredømmes ende, og de udsmykkede husene med de rød-hvid-røde østrigske flag, som mødte de indmarcherende amerikanske soldater den 2. maj. Byen Salzburg blev nået af amerikanske kamptropper den 4. maj 1945 fra München og kom tropperne fra Tyrol i forkøbet.
Oberdonaus Gauleiter August Eigruber ville ikke opgive kampen. Han lod desertører og koncentrationslejrfanger henrette og de flygtende nazifunktionærer fra Wien arrestere. Som følge af de videre kampe fløj de allierede flere bombetogter over Linz, Wels og Attnag-Puchtheim. I de sidste krigsdage kostede det flere end hundrede dødsofre. Den 5. maj kapitulerede Linz' militærkommandant og byen blev befriet af amerikanske tropper. Som den sidste koncentrationslejr i det tyske rige blev Mauthausen befriet.

### Krigsslutningen
Den 7. maj 1945 underskrev generaloberst Alfred Jodl Tysklands betingelsesløse kapitulation i Reims i Frankrig. Dagen efter mødte amerikanske og sovjetiske tropper for første gang hinanden i Østrig ved Erlauf-floden.
I planerne om besættelseszonerne efter befrielsen af Østrig var Kärnten og Steiermark underlagt britisk forvaltning. Men fra Jugoslavien rykkede partisaner under ledelse af Josip Broz Tito frem mod Sydøstrig. For at forhindre yderligere kampe og en deling af området forsøgte politikere at overtale Gauleiter Friedrich Rainer til ikke at forsvare sig. Den 6. og 7. maj fulgte overgivelsen af regeringsmagten fra Rainer til repræsentanterne fra partierne, og Hans Piesch overtog posten som delstatsformand. Den væbnede modstand standsede øjeblikkeligt, og den nye delstatsregering søgte kontakt med de britiske tropper i Italien. Samme dag, den 8. maj, nåede både de første britiske panserenheder og partisanerne Klagenfurt. Efter pres fra den britiske kommandant trak partisanerne sig tilbage. Den 9. maj dagen for kapitulationens ikrafttræden nåede sovjetiske tropper Graz og rykkede uden kamp ind i byen, efter at den lokale gauleiter erkendte at modstand var forgæves. Herfra dannedes en delstatregering under ledelse af Reinhard Machold. Store dele at Steiermark stod først under sovjetisk militærforvaltning. De sydlige områder af delstaten var delvis besat af partisaner og af bulgarske tropper. Inden for de følgende måneder overtog England militærforvaltningen af hele området i Steiermark og Kärnten.

## Ofre
Tallene for ofrene i Østrig var:
- 247.000 døde militære. 114.000 hårdt krigsskadede
- 35.000 døde civile som følge af kamphandlinger og bombardementer. 57.000 sårede
- 65.500 myrdede jøder
- 16.000 andre myrdede i koncentrationslejre, heraf 8.000 romaer
- 10.000 døde i Gestapo-fangenskab og mere end 6.000 døde i fængsler i besatte områder
- 2.700 modstandskæmpere dømt til døden og henrettet.